# Venturia inaequalis

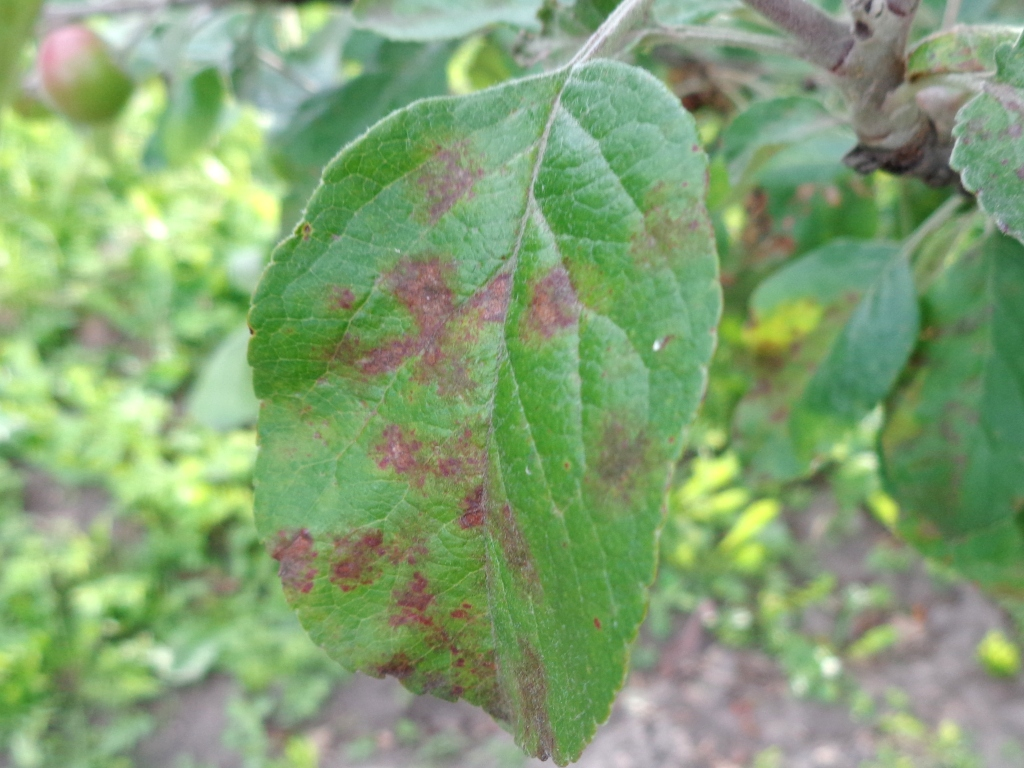
Objawy parcha jabłoni na liściach

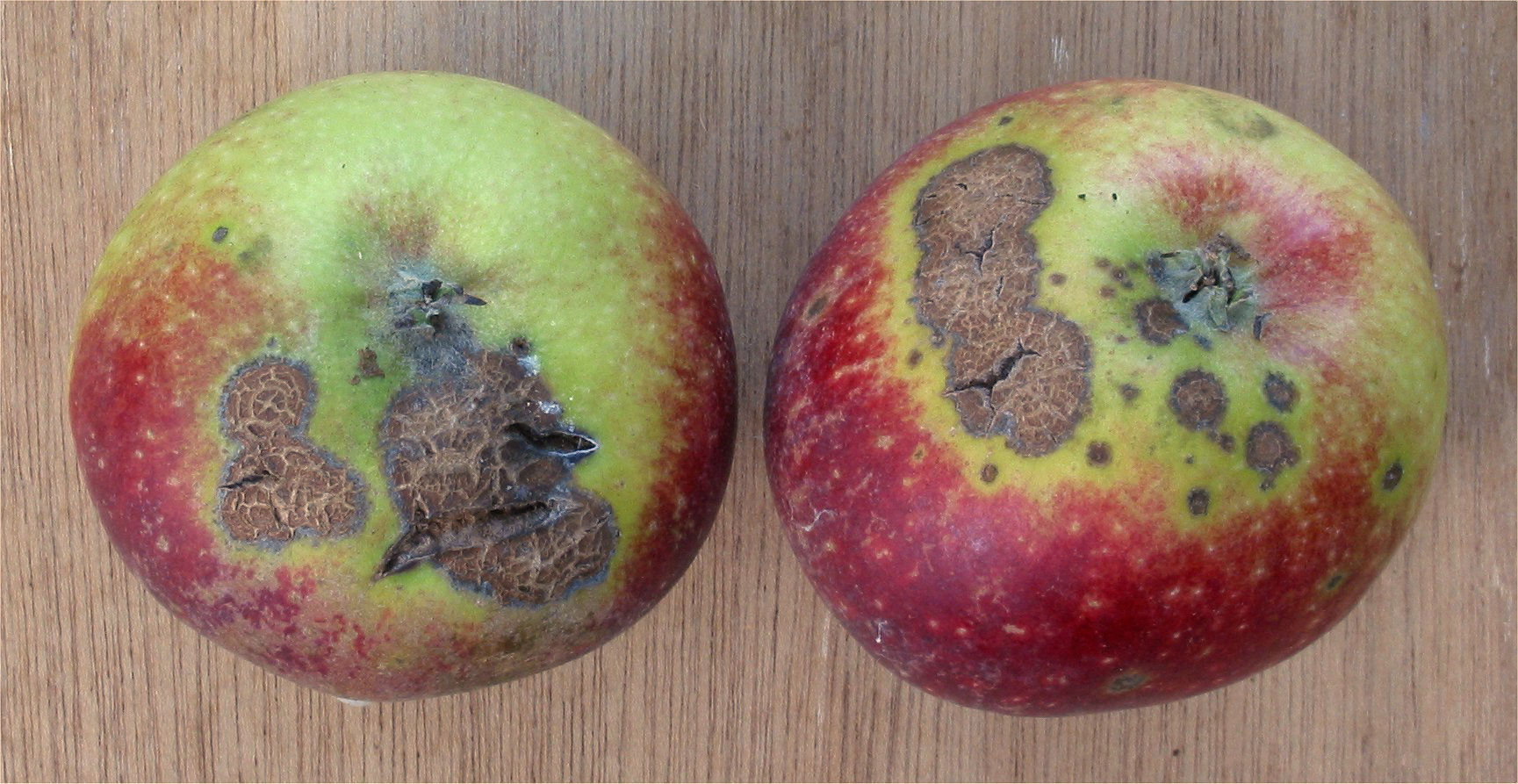
Parch jabłoni na jabłkach

Venturia inaequalis (Cooke) G. Winter – gatunek grzybów z rodziny Venturiaceae. Saprotrof i pasożyt. Wywołuje najbardziej pospolitą i najgroźniejszą chorobę jabłoni – parcha jabłoni.

## Systematyka i nazewnictwo
Pozycja w klasyfikacji według Index Fungorum: Venturiaceae, Venturiales, Pleosporomycetidae, Dothideomycetes, Pezizomycotina, Ascomycota, Fungi.
Po raz pierwszy takson ten zdiagnozował w 1866 r. Cooke, nadając mu nazwę Sphaerella inaequalis. Obecną, uznaną przez Index Fungorum nazwę nadał mu w 1808 r. Winter, przenosząc go do rodzaju Venturia. 
Ma ponad 30 synonimów. Niektóre z nich:

- Cladosporium dendriticum Wallr. 1833
- Didymosphaeria inaequalis (Cooke) Niessl 1881
- Endostigme cinerascens (Rabenh.) Jørst. 1945
- Endostigme inaequalis (Cooke) Syd.1923
- Fusicladium dendriticum (Wallr.) Fuckel 1870
- Mycosphaerella cinerascens (Rabenh.) Vestergr. 1897
- Spilosticta cinerascens (Rabenh.) Petr. 1947
- Spilosticta inaequalis (Cooke) Petr. 1940

## Cykl rozwojowy
Grzybnia Venturia inaequalis zimuje na opadłych z drzewa i porażonych jeszcze w okresie sezonu wegetacyjnego liściach. Rozpoczyna się tutaj jego saprotroficzna faza życia. Na opadłych liściach V. inaequalis wytwarza owocniki typu perytecjum, mające postać drobnych, czarnych kropek pod skórką martwych liści. W Polsce odbywa się to w okresie zimy i wczesnej wiosny. W każdym z perytecjów wytworzone zostaje około 100-150 worków, w których na drodze płciowej powstają zarodniki (askospory). Worki są 8-zarodnikowe, poprzedzielane wstawkami (parafizami). Zarodniki są dwukomórkowe, oliwkowej barwy, o rozmiarach 6–7 × 12–17 μm. Perytecja są zamknięte, zarodniki uwolnić z nich mogą się tylko podczas zwilżenia wodą, które powoduje pęcznienie worków i samorzutne ich uwolnienie. Minimalny opad atmosferyczny wynosi 0,2 mm. Prądy powietrzne mogą przenosić zarodniki nawet na odległość kilkuset m. Zarodniki te na jabłoni dokonują infekcji pierwotnej. Odbywa się to wiosną, często jeszcze przed pękaniem pąków jabłoni. Kolejne fazy uwalniania zarodników następują w fazie zielonego pąka, różowego pąka i podczas kwitnienia. W Polsce odbywa się to do połowy, lub do końca czerwca. Najsilniejsza inwazja następuje w fazie różowego pąka. Przy sprzyjającej pogodzie (duża wilgotność powietrza i odpowiednie warunki cieplne) zarodniki kiełkują, wytwarzając strzępki, które przylegają ściśle do kutykuli skórki liści i enzymatycznie rozpuszczają ją. Od tego momentu rozpoczyna się pasożytnicza faza życia V. inaequalis. Jego grzybnia rozwija się głównie między kutikulą liścia i komórkami jego skórki, ale jej ssawki wnikają pomiędzy komórki miękiszu palisadowego. Grzybnia na zaatakowanych liściach wytwarza bezpłciowo zarodniki konidialne, które na wzniesionych trzonkach konidialnych przebijają skórkę i wystają na zewnątrz liścia. Mają oliwkową barwę, maczugowaty kształt i rozmiary 7–10 × 28–40 μm. W czasie sprzyjającej pogody (duża wilgotność powietrza, deszcz) zarodniki te dokonują infekcji wtórnej. Najczęściej zaczyna się to podczas kwitnienia i trwa do jesieni. Zarodniki konidialne porażają także owoce i wytwarzane jesienią pąki. Na łuskach pąków i między łuskami mogą one zimować. Wiosną zakażone pąki stają się drugim (oprócz askospor wytwarzanych w opadłych liściach) źródłem infekcji, ale odgrywającym mniejszą rolę.

## Występowanie i siedlisko
Venturia inaequalis jest szeroko rozprzestrzeniony w Ameryce Północnej i Środkowej, Europie, Azji i Australii. Występuje wszędzie tam, gdzie uprawia się jabłonie. Występuje na gatunkach i odmianach jabłoni uprawianych: jabłoń domowa, jabłoń rajska, jabłoń jagodowa, ale także na jabłoni dzikiej, Malus coronaria, Malus ioensis